# Mali Bukovec
Mali Bukovec es un municipio de Croacia en el condado de Varaždin.

## Geografía
Se encuentra a una altitud de 140 m s. n. m. a 108 km de la capital nacional, Zagreb.

## Demografía
En el censo 2011, el total de población del municipio fue de 2212 habitantes, distribuidos en las siguientes localidades:
- Lunjkovec - 214
- Mali Bukovec - 728
- Martinić - 137
- Novo Selo Podravsko - 221
- Sveti Petar - 723
- Županec - 202

| Gráfica de población de Mali Bukovec 1857-2011                      |
|                                                                     |
| Según los censos de población de la oficina estadística de Croacia. |